# Puchar Włoch w rugby union mężczyzn (2008/2009)
Puchar Włoch w rugby union mężczyzn (2008/2009) – dwudziesta pierwsza edycja Pucharu Włoch mężczyzn w rugby union. Zarządzane przez Federazione Italiana Rugby zawody odbywały się w dniach 6 lutego – 22 marca 2009 roku, czyli w czasie rozgrywania Pucharu Sześciu Narodów 2009.
W finale Overmach Cariparma w obecności 1700 widzów pokonał Casino di Venezia odnosząc trzeci triumf w tych rozgrywkach w ciągu czterech lat.

## System rozgrywek
Do rozgrywek przystąpiło wszystkie dziesięć zespołów najwyższej klasy rozgrywkowej, pozbawionych reprezentantów kraju. Zostały one podzielone na dwie grupy po pięć drużyn. Rozgrywki prowadzone były w pierwszej fazie systemem kołowym według modelu jednorundowego. Druga faza rozgrywek dla najlepszych dwóch drużyn z każdej grupy obejmowała mecze systemem pucharowym o puchar kraju. Półfinały rozgrywane były na boisku drużyny, która po rundzie grupowej była wyżej sklasyfikowana. Finał zaś odbył się na neutralnym stadionie.

## Faza grupowa

### Wyniki
| Kolejka | Data       | Gospodarze          | Wynik   | Goście              | Stadion                          |
| ------- | ---------- | ------------------- | ------- | ------------------- | -------------------------------- |
| 1.      | 2009-02-06 | Overmach Cariparma  | 24 – 21 | MPS Viadana         | Stadio XXV Aprile, Parma         |
| 1.      | 2009-02-08 | Cammi Calvisano     | 17 – 17 | FEMI-CZ Rovigo      | Stadio San Michele, Calvisano    |
| 2.      | 2009-02-15 | FEMI-CZ Rovigo      | 25 – 18 | Almaviva Capitolina | Stadio Mario Battaglini, Rovigo  |
| 2.      | 2009-02-15 | MPS Viadana         | 35 – 9  | Cammi Calvisano     | Stadio Luigi Zaffanella, Viadana |
| 3.      | 2009-02-22 | FEMI-CZ Rovigo      | 5 – 41  | Overmach Cariparma  | Stadio Mario Battaglini, Rovigo  |
| 3.      | 2009-02-22 | Almaviva Capitolina | 39 – 15 | Cammi Calvisano     | Campo dell'Unione, Rzym          |
| 4.      | 2009-03-01 | Cammi Calvisano     | 13 – 25 | Overmach Cariparma  | Stadio San Michele, Calvisano    |
| 4.      | 2009-03-01 | Almaviva Capitolina | 17 – 25 | MPS Viadana         | Campo dell'Unione, Rzym          |
| 5.      | 2009-03-08 | Overmach Cariparma  | 18 – 9  | Almaviva Capitolina | Stadio XXV Aprile, Parma         |
| 5.      | 2009-03-08 | MPS Viadana         | 13 – 14 | FEMI-CZ Rovigo      | Stadio Luigi Zaffanella, Viadana |

| Kolejka | Data       | Gospodarze        | Wynik   | Goście            | Stadion                            |
| ------- | ---------- | ----------------- | ------- | ----------------- | ---------------------------------- |
| 1.      | 2009-02-08 | Carrera Petrarca  | 44 – 10 | Futura Park Roma  | Stadio Plebiscito, Padwa           |
| 1.      | 2009-02-08 | Benetton Treviso  | 20 – 7  | Rolly Gran Parma  | Stadio comunale di Monigo, Treviso |
| 2.      | 2009-02-15 | Rolly Gran Parma  | 15 – 36 | Carrera Petrarca  | Stadio XXV Aprile, Parma           |
| 2.      | 2009-02-15 | Futura Park Roma  | 24 – 10 | Casino di Venezia | Stadio Tre Fontane, Rzym           |
| 3.      | 2009-02-22 | Casino di Venezia | 37 – 12 | Carrera Petrarca  | Centro Sportivo Comunale, Wenecja  |
| 3.      | 2009-02-22 | Futura Park Roma  | 7 – 47  | Benetton Treviso  | Stadio Tre Fontane, Rzym           |
| 4.      | 2009-03-01 | Benetton Treviso  | 3 – 26  | Casino di Venezia | Stadio comunale di Monigo, Treviso |
| 4.      | 2009-03-01 | Rolly Gran Parma  | 19 – 16 | Futura Park Roma  | Stadio XXV Aprile, Parma           |
| 5.      | 2009-03-08 | Carrera Petrarca  | 15 – 13 | Benetton Treviso  | Stadio Plebiscito, Padwa           |
| 5.      | 2009-03-08 | Casino di Venezia | 51 – 17 | Rolly Gran Parma  | Centro Sportivo Comunale, Wenecja  |

## Półfinały
| 13 marca 2009 | Overmach Cariparma | 23:13 | Carrera Petrarca | Stadio XXV Aprile, Parma |
| 13 marca 2009 |                    | 23:13 |                  | Stadio XXV Aprile, Parma |

| 15 marca 2009 | Casino di Venezia | 31:28 | FEMI-CZ Rovigo | Centro Sportivo Comunale, Wenecja |
| 15 marca 2009 |                   | 31:28 |                | Centro Sportivo Comunale, Wenecja |

## Finał
| 22 marca 2009 | Overmach Cariparma | 20:18 | Casino di Venezia | Stadio Mario Battaglini, Rovigo |
| 22 marca 2009 |                    | 20:18 |                   | Stadio Mario Battaglini, Rovigo |